# Circondario di Pavia
Il circondario di Pavia era uno dei circondari in cui era suddivisa l'omonima provincia.

## Storia
In seguito all'annessione della Lombardia dal Regno Lombardo-Veneto al Regno di Sardegna (1859), fu emanato il decreto Rattazzi, che riorganizzava la struttura amministrativa del Regno, suddiviso in province, a loro volta suddivise in circondari.
Il circondario di Pavia fu creato come suddivisione della provincia di Pavia.
Con l'Unità d'Italia (1861) la suddivisione in province e circondari fu estesa all'intera Penisola, lasciando invariate le suddivisioni stabilite dal decreto Rattazzi.
Il circondario di Pavia fu abolito, come tutti i circondari italiani, nel 1927, nell'ambito della riorganizzazione della struttura statale voluta dal regime fascista. Tutti i comuni che lo componevano rimasero in provincia di Pavia.

## Suddivisione
Nel 1863, la composizione del circondario era la seguente:
- mandamento I di Pavia
  - Pavia
- mandamento II di Pavia (include tra l’altro l’ex pieve di San Giuliano Milanese sud e Binasco est)
  - Bascapè; Borgarello; Bornasco; Campo Morto; Cassine Calderari; Cassine Sirigari; Cassine Tolentine; Castel Lambro; Cavagnera; Comairano; Corbesate; Corpi Santi di Pavia; Siziano; Gualdrasco; Landriano; Mandrino; Mangialupo; Mirabello ed Uniti di Pavia; Misano Olona; Pairana; Ponte Carate; San Genesio; San Varese; San Zeno e Foppa; Torre del Mangano; Torre d'Isola; Torrevecchia Pia; Trognano; Vairano; Vidigulfo; Vigonzone; Villalunga; Villareggio; Zeccone; Zibido al Lambro
- mandamento III di Bereguardo
  - Baselica Bologna;  Battuda; Bereguardo; Carpignago; Casatico; Casorate Primo; Giovenzano; Giussago; Guinzano; Liconasco; Marcignago; Origioso; Papiago; Pissarello; Rognano; San Perone; Torradello; Torriano; Torrino; Trivolzio; Trovo; Turago Bordone; Vellezzo; Zelata
- mandamento IV di Belgioioso
  - Albuzzano; Barona; Belgioioso; Belvedere al Po; Buttirago; Cà della Terra; Cà de' Tedioli; Calignano; Cava Carpignano;  Ceranuova; Filighera; Fossarmato; Lardirago; Linarolo; Marzano; Montesano al Piano; Motta San Damiano; Prado; Roncaro; Sant'Alessio con Vialone; Santa Margherita Po; Spirago; Vaccarizza; Valle Salimbene; Vigalfo; Vimanone; Vistarino; Vivente
- mandamento V di Cava Manara
  - Carbonara al Ticino;  Cava Manara; Gerre Chiozzo; Mezzana Rabattone; Mezzano Siccomario; Santa Maria di Strada[2]; San Martino Siccomario; Sommo; Torre de' Torti; Villanuova Ardenghi; Zinasco
- mandamento VI di Corte Olona
  - Badia; Campo Rinaldo; Chignolo Po; Copiano; Corte Olona; Costa de' Nobili; Genzone; Gerenzago; Inverno; Magherno; Mezzano Parpanese; Miradolo; Monte Bolognola; Monte Leone sui Colli Pavesi; Monticelli Pavese; Pieve Porto Morone; Santa Cristina e Bissone; Spessa; San Zenone al Po; Torre d'Arese; Torre de' Negri; Villanterio; Zerbo
- mandamento VII di Sannazzaro de' Burgondi
  - Alagna; Ferrera Erbognone; Pieve Albignola; Sannazzaro de' Burgondi; Scaldasole

Negli anni successivi avvennero alcune semplificazioni:
- 1867
  - Bascapè annette Mangialupo e San Zeno e Foppa[3]
- 1871
  - Siziano annette Campo Morto[4]
- 1872
  - Bascapè annette Trognano; e Landriano annette Pairana; e Marzano annette Castel Lambro e Spirago; e Torrevecchia Pia annette Vigonzone e Zibido al Lambro; e Vidigulfo annette Cavagnera, Mandrino e Vairano Pavese[5]